# Federação Internacional de Futebol

Bandeira da FIFA

A Federação Internacional de Futebol, por vezes referida como Federação Internacional de Futebol Associação (em francês: Fédération Internationale de Football Association), mais conhecida pelo acrônimo FIFA, é uma organização sem fins lucrativos internacional que dirige as associações de futsal, futebol de areia(pt-BR) ou futebol de praia(pt-PT?) e futebol, o esporte coletivo mais popular do mundo. Filiada ao Comitê Olímpico Internacional, a FIFA foi fundada em Paris em 21 de maio de 1904 e tem sua sede em Zurique, na Suíça.
Ao todo, possui 211 organizações esportivas privadas associadas representando o esporte em países ou territórios. Com esse número, é a instituição internacional que possui a segunda maior quantidade de associados, inclusive mais associados do que a Organização das Nações Unidas e o Comitê Olímpico Internacional, que possuem, respectivamente, 193 e 205 membros cada. Ficando atrás somente da World Athletics, que possui 212 membros.
A FIFA tem quatro idiomas: alemão, espanhol, francês e inglês. Além delas, também apresenta atualmente notícias e informações no seu site oficial em árabe e português (variante brasileira). No entanto, a versão do site em português saiu do ar no final de 2014. O seu atual presidente é Gianni Infantino.
Em 2 de junho de 2015, três dias após a reeleição para o quinto mandato, Joseph Blatter anunciou a realização de uma nova reunião extraordinária, entre dezembro de 2015 e março de 2016, para a eleição de um novo presidente para a entidade. Nesta nova eleição ele não concorrerá ao cargo, mas permanecerá até que o novo presidente seja conhecido.

## Regras do jogo
As regras[a] do futebol que governam o jogo não são apenas de responsabilidade da FIFA. Existe um comité chamado International Football Association Board (IFAB) que discute e pondera as regras do futebol. No comitê, a FIFA é representada por quatro dirigentes (metade do comité). A outra metade do comitê é composta por representantes de Inglaterra, Escócia, País de Gales e Irlanda do Norte.

## Confederações
Em conjunto com a FIFA, trabalham seis confederações continentais, que organizam competições na sua área de atuação, seguindo as especificações da FIFA.
     CONMEBOL (América do Sul) - 10 seleções
     CONCACAF (América do Norte, América Central e Caribe) - 41 seleções
A Guiana e o Suriname fazem parte da CONCACAF, apesar de estarem na América do Sul
     UEFA (Europa) - 55 seleções
     AFC (Ásia) - 47 seleções
A Austrália faz parte da AFC desde 2006
     CAF (África) - 56 seleções
     OFC (Oceania) - 13 seleções
A FIFA reconhece um total de 211 federações nacionais masculinas e 129 federações femininas. A FIFA possui mais membros do que a Organização das Nações Unidas, sendo que a ela são afiliadas federações de 23 territórios não reconhecidos pelas Nações Unidas, como a Associação de Futebol da Palestina. Apenas oito nações soberanas não possuem organizações filiadas à FIFA: Mônaco, Vaticano, Micronésia, Ilhas Marshall, Kiribati, Tuvalu, Palau e Nauru.

## Competições
A FIFA organiza várias competições e, apesar de todas serem reconhecidas pela entidade, só algumas fazem parte do calendário oficial.
| Categorias         | Competições                                           |
| ------------------ | ----------------------------------------------------- |
| Futebol masculino  | Copa do Mundo FIFA                                    |
| Futebol masculino  | Mundial de Clubes FIFA                                |
| Futebol masculino  | Copa Intercontinental da FIFA                         |
| Futebol masculino  | Copa do Mundo FIFA Sub-20                             |
| Futebol masculino  | Copa do Mundo FIFA Sub-17                             |
| Futebol masculino  | Blue Stars/FIFA Youth Cup                             |
| Futebol masculino  | FIFA Series                                           |
| Futebol feminino   | Copa do Mundo de Futebol Feminino                     |
| Futebol feminino   | Copa do Mundo de Futebol Feminino Sub-20              |
| Futebol feminino   | Copa do Mundo de Futebol Feminino Sub-17              |
| Futebol feminino   | Blue Stars/FIFA Youth Cup (Feminino)                  |
| Futebol feminino   | Copa dos Campeões Feminina da FIFA                    |
| Futsal             | Copa do Mundo de Futsal da FIFA                       |
| Futsal             | Copa Intercontinental de Futsal                       |
| Futsal             | Copa do Mundo Feminina de Futsal da FIFA              |
| Futebol de areia   | Copa do Mundo de Futebol de Areia                     |
| Futebol de areia   | Copa Intercontinental de Futebol de Areia             |
| Futebol de areia   | Mundialito de Clubes de Futebol de Areia              |
| Futebol eletrônico | Copa do Mundo de Futebol Eletrônico da FIFA           |
| Futebol eletrônico | Copa do Mundo de Clubes de Futebol Eletrônico da FIFA |
| Futebol eletrônico | Copa das Nações de Futebol Eletrônico da FIFA         |

## Prêmios
Em 2004, a entidade, em comemoração ao seu centenário, organizou um jogo entre Brasil e França, os dois países mais bem sucedidos nas suas competições na última década. Além deste jogo, a entidade também promoveu a elaboração de uma lista com os 100 maiores jogadores da história da entidade, chamada FIFA 100.
Em 2010, a FIFA anunciou a unificação do prêmio para melhor jogador de futebol do mundo com o Ballon d'Or, cedido pela revista francesa France Football. O novo prêmio foi chamado FIFA Ballon d'Or. Além da unificação, a FIFA e a revista anunciaram a criação do prêmio de melhor treinador do mundo.
No ano de 2016 a France Football e a FIFA romperam e criaram prêmios separados, Ballon d'Or pela revista francesa e The Best FIFA Football Awards pela FIFA.

## Hino
Desde a Copa do Mundo de 1994, assim como a Liga dos Campeões da UEFA, a FIFA adotou um hino criado pelo compositor alemão Franz Lambert. Foi rearranjado e produzido por Rob May e Simon Hill. O hino é tocado no início de uma partida e torneios oficiais sancionados pela FIFA e em amistosos internacionais.
Desde 2007, a FIFA tem pedido, a seus parceiros de transmissão televisiva, tocar pequenos trechos do hino no começo e fim dos eventos transmitidos por ela e também nos comerciais de tais eventos, para ajudar a promover seus patrocinadores. Isto emula práticas há muito utilizadas por alguns outros eventos internacionais de futebol, como a Liga dos Campeões UEFA. Exceções podem ser feitas para eventos específicos; por exemplo, uma peça original de música africana foi usada para as aberturas curtas próprias durante a Copa do Mundo da FIFA de 2010.

## Patrocinadores
- Aramco[19]
- Adidas[20]
- Coca-Cola[21]
- Hyundai/Kia Motors[22]
- Visa[23]
- Qatar Airways[24]

## Organização

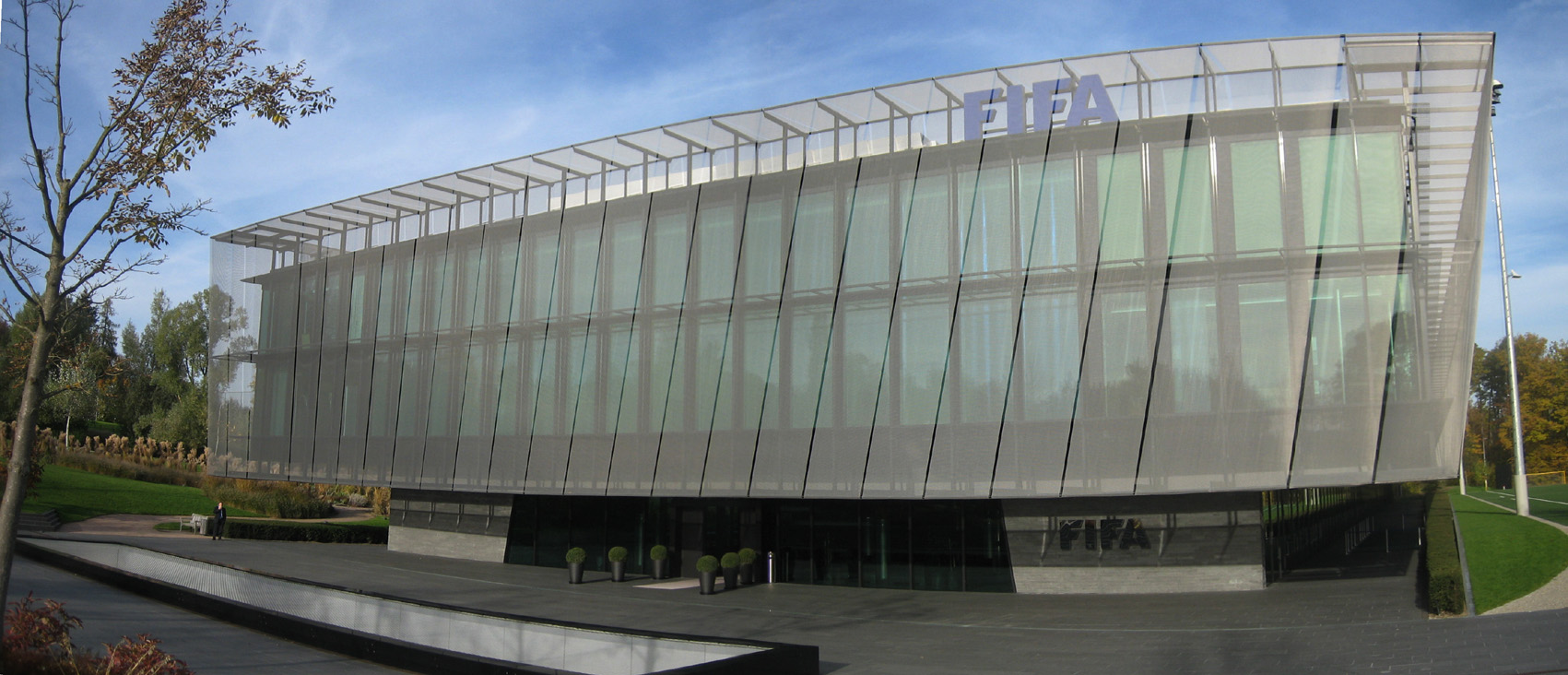
Sede da FIFA, em Zurique, Suíça

O Congresso da FIFA, órgão mais importante da entidade, é realizado, normalmente, a cada dois anos. Desde 1998, extraordinariamente, o encontro tem ocorrido a cada ano.
Abaixo do Congresso estão os dois órgãos executivos:
- Conselho da FIFA[26]
- Comitê de Emergência[27]

O secretário geral é auxiliado por mais de 25 comitês permanentes, órgãos jurídicos, o Comitê Disciplinar e o Comitê de Recurso:
- Comitês permanentes
  - Audit and Compliance Committee
  - Comitê de Arbitragem
  - Comitê de Beach Soccer
  - Comitê de Clubes
  - Comitê de Desenvolvimento
  - Comitê de Estádios e Segurança
  - Comitê de Fair Play e Responsabilidade Social
  - Comitê de Federações
  - Comitê de Futebol
  - Comitê de Futebol Feminino e da Copa do Mundo Feminina da FIFA
  - Comitê de Futsal
  - Comitê de Mídia
  - Comitê de Status de Jogadores
  - Comitê Estratégico
  - Comitê Financeiro
  - Comitê Jurídico
  - Comitê Médico
  - Comitê Organizador da Copa das Confederações da FIFA
  - Comitê Organizador da Copa do Mundo da FIFA
  - Comitê Organizador da Copa do Mundo de Clubes da FIFA
  - Comitê Organizador da Copa do Mundo Feminina Sub-17 da FIFA
  - Comitê Organizador da Copa do Mundo Feminina Sub-20 da FIFA
  - Comitê Organizador da Copa do Mundo Sub-17 da FIFA
  - Comitê Organizador da Copa do Mundo Sub-20 da FIFA
  - Comitê Organizador dos Torneios Olímpicos de Futebol
  - Conselho Consultivo de Marketing e Televisão
- Órgãos Jurídicos
  - Comitê de Ética
  - Comitê de Recurso
  - Comitê Disciplinar
- Órgãos Temporários
  - Comitê Organizador Local da Copa das Confederações da FIFA e Copa do Mundo da FIFA
  - Comitê Organizador Local da Copa do Mundo de Clubes da FIFA
  - Comitê Organizador Local da Copa do Mundo de Clubes de Futsal da FIFA

Há, também, outros órgãos para auxílio no desempenho de suas atividades:
- Centro de Pesquisa e Avaliação Médica da FIFA
- Dispute Resolution Chamber
- Formadores do Projeto "Goal"
- Task Force against Racism and Discrimination

## Ranking da FIFA
O Ranking Mundial da FIFA (oficialmente Ranking Mundial FIFA/Coca-Cola) é um sistema que classifica as 210 Seleções Nacionais de Futebol Masculino associadas à organização. É utilizado desde agosto de 1993 e já passou por diversas reformulações. A mais recente, após a Copa do Mundo de 2006, na Alemanha.

## Presidentes
| Ano          | Presidente              |
| ------------ | ----------------------- |
| 1904 – 1906  | Robert Guérin           |
| 1906 – 1918  | Daniel Burley Woolfall  |
| 1921 – 1954  | Jules Rimet             |
| 1954 – 1955  | Rodolphe Seeldrayers    |
| 1955 – 1961  | Arthur Drewry           |
| 1961 – 1974  | Stanley Rous            |
| 1974 – 1998  | João Havelange          |
| 1998 – 2015  | Joseph Blatter          |
| 2015 – 2016  | Issa Hayatou (interino) |
| 2016 – atual | Gianni Infantino        |

## Comemorações do Centenário

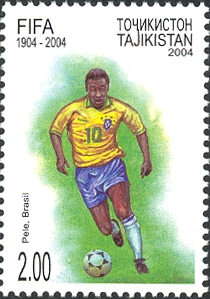
Selo tadjique de 2004 representando Pelé em comemoração ao centenário da FIFA

Moeda brasileira em comemoração ao centenário da FIFA

Em 2004, a FIFA fez uma série de eventos festivos para comemorar seu centenário.
- Quatro países foram convidados pela Fifa para fazer o lançamento de moedas de comemoração ao centenário de sua fundação. "A França foi convidada por ter sido a primeira sede da Fifa, a Suíça por ser a atual, o Uruguai por ter sediado a primeira copa de futebol e o Brasil por ser o único país no mundo a ter conquistado cinco copas".[30]

- Exposição de uma mostra fotográfica chamada de "FIFA 100", exibida na Igreja de Santa Maria del Popolo, localizada na Piazza del Popolo. A mostra ficou por duas semanas expostas na igreja, e contou com a permanente exibição de dois quadros de Caravaggio, além de fotos dos 119 considerados melhores jogadores vivos de todos os tempos. A escolha de grande parte das fotos foi feita por Pelé, embaixador do futebol e da Fifa no mundo todo.[31]

- No dia 19 de maio (um dia antes de seu centenário), foi disputada a partida Brasil e França, os dois países mais bem sucedidos nas suas competições na última década, que foi chamado de FIFA Centennial Match.[13] Além deste jogo, a entidade também promoveu a elaboração de uma lista com os 100 maiores jogadores vivos da história da entidade (que, na verdade, inclui 125 nomes), chamada FIFA 100.[32]

- No dia 20 de maio, foi disputada uma partida de futebol feminino entre a Seleção da Alemanha, então detentora do título da Copa do Mundo, contra a Seleção do Resto do mundo.[33]

- Também no dia 20 de maio, ela abriu o congresso que celebrou seu centenário. E, para festejar, a entidade criou a Ordem do Mérito do Centenário, dividida em dez categorias e entregue durante a cerimônia realizada em Paris. Os agraciados com o prêmio foram:[34]

| Categoria                               | Palmarés                                      | Justificativa                                                                                        |
| --------------------------------------- | --------------------------------------------- | --- |
| Jogadores                               | Pelé                                          | Jogador do século                                                                                    |
| Jogadores                               | Beckenbauer                                   | Campeão mundial como treinador e jogador                                                             |
| Copa do Mundo                           | Jules Rimet                                   | criador da Copa do Mundo                                                                             |
| Copa do Mundo                           | Uruguai                                       | primeiro país organizador do mundial                                                                 |
| Regras do futebol                       | International Football Association Board      | responsável pelas regras do futebol                                                                  |
| Clubes                                  | Real Madrid                                   | apontado pela Fifa como o clube do século XX. Recebeu a distinção como um dos fundadores da entidade |
| Clubes                                  | Sheffield FC                                  | clube mais antigo do mundo                                                                           |
| Personalidade da Fifa                   | João Havelange                                | por ter modernizado a Fifa                                                                           |
| Organizações desportivas internacionais | Comitê Olímpico Internacional (COI)           | Pelos torneios olímpicos de futebol                                                                  |
| Desenvolvimento do futebol              | Futebol africano                              | continente de origem de muitos grandes jogadores                                                     |
| Patrocinadores                          | Coca-Cola e Adidas                            | por seu apoio ao futebol                                                                             |
| Torcedores                              | Coreia do Sul e Japão                         | por seu apoio durante a Copa de 2002                                                                 |
| Meios de comunicação                    | International Sports Press Association (AIPS) | |

## FIFA+
Em abril de 2022, a FIFA lançou o serviço de streaming chamado FIFA+. O serviço será gratuito e contará 40 mil partidas ao vivo no ano, sendo 29 mil de futebol masculino e 11 mil de futebol feminino. O serviço também irá prover notícias, informações de torneio, histórias e documentários de Ronaldinho, Dani Alves, Ronaldo Nazário, Romelu Lukaku, Lucy Bronze e Carli Lloyd, entre outros.

## Corrupção e interferência legislativa
Em maio de 2006, o repórter investigativo britânico Andrew Jennings, autor do livro intitulado Foul! The Secret World of FIFA: Bribes, Vote-Rigging and Ticket Scandals (Falta! O Mundo Secreto da FIFA: propinas, fraude eleitoral e escândalos com ingressos, numa tradução livre do título em inglês), causou controvérsia dentro do universo futebolístico ao detalhar um escândalo internacional, que, alegadamente, envolvia a venda de contratos na sequência do colapso do parceiro encarregado dos negócios de marketing da FIFA, a International Sport and Leisure (ISL), revelando ainda como alguns altos funcionários do futebol foram forçados a reembolsar as propinas que haviam recebido no passado. O livro também alegava que a luta de Sepp Blatter pelo controle continuado da FIFA envolvia fraudes eleitorais.
Pouco após o lançamento de Foul!, um exposé (exposição) televisivo produzido para o programa de notícias Panorama da BBC, do qual Jennings e um produtor da mesma rede televisiva, Roger Corke, participaram, foi ao ar. Durante a transmissão, de aproximadamente uma hora de duração, em 11 de junho de 2006, Jennings e o os outros participantes do Panorama concluíram que a polícia suíça estava investigando a atuação de Sepp Blatter em um acordo secreto para a devolução de mais de um milhão de libras esterlinas em propinas que haviam sido recebidas por altos funcionários do futebol. Lord Triesman, ex-presidente da Associação Inglesa de Futebol, descreveu a FIFA como uma organização que "se comporta como uma família mafiosa", destacando as "décadas de tradições de suborno, batedores e corrupção" da associação.
Todos os depoimentos exibidos durante o exposé televisivo foram dados por indivíduos cujas vozes, a aparência, ou ambos, apresentavam-se distorcidos, com uma exceção: Mel Brennan, antigo conferencista da Universidade de Towson, localizada nos Estados Unidos da América (e de 2001 e 2003, foi Diretor para Projetos Especiais da Confederação de Futebol da América do Norte, Central e Caribe (CONCACAF), parceiro do projeto e-FIFA e também delegado da Copa do Mundo de 2002). Mel Brennan tornou-se o primeiro insider do alto escalão do mundo do futebol a ir a público com alegações substanciais de ganância, corrupção, má-administração e malfeitorias cometidas tanto pela direção da FIFA como pela da CONCACAF. Durante a transmissão, Brennan – o afro-americano de mais alto gabarito da história da governança futebolística – juntou-se a Jennings, a jornalista de Trinidad e Tobago Lasana Liburd e a muitos outros na exposição de alegações sobre a alocação inapropriada de dinheiro dentro da CONCACAF, traçando conexões entre atividades ostensivamente criminosas da CONCACAF com outros comportamentos similares dentro da FIFA. Desde então, e sob a luz de recentes alegações de propina e corrupção contra a FIFA em 2010, tanto Jennings quanto Brennan permanecem altamente críticos à FIFA, com Brennan pedindo abertamente às entidades e as pessoas que suportam o futebol mundo afora que considerem uma alternativa à FIFA.
Em outro documentário Panorama transmitido pela BBC One em 29 de novembro de 2010, Jennings alegou que três altos funcionários da FIFA, Nicolas Leoz, Issa Hayatou e Ricardo Teixeira, haviam recebido grandes subornos do parceiro de marketing da FIFA, ISL, entre 1989 e 1999. Ele alegou que eles apareceram em uma lista de 175 subornos pagos pela ISL, totalizando cerca de US$ 100 milhões. Um ex-executivo da ISL disse que havia suspeitas dentro da ISL de que a empresa recebia apenas o contrato de marketing para as sucessivas Copas do Mundo, pagando propinas a funcionários da FIFA. O programa também alegou que outro oficial atual, Jack Warner, esteve repetidamente envolvido na revenda de ingressos para a Copa do Mundo. Sepp Blatter disse que a FIFA não investigou a alegação porque não havia sido informada sobre isso via 'canais oficiais'.
O programa também criticou a FIFA por supostamente exigir que as nações anfitriãs da Copa concordem em implementar leis especiais para a Copa do Mundo, incluindo uma isenção de impostos para a FIFA e patrocinadores, além da limitação de leis trabalhistas. Alegando que os governos das nações participantes da licitação são obrigados a manter confidenciais os detalhes das leis exigidas durante o processo de licitação; mas que eles foram revelados pelo governo holandês, que se recusou a concordar com eles, como resultado do que foi dito pela FIFA que sua oferta poderia ser negativamente afetada. De acordo com o programa, após as investigações anteriores de Jennings, ele foi banido de todas as entrevistas coletivas da FIFA, por razões que ele diz não terem sido esclarecidas; e os funcionários acusados não responderam às perguntas sobre suas últimas alegações, seja verbalmente ou por carta.
O primeiro-ministro britânico, David Cameron, e Andy Anson, chefe da candidatura da Copa do Mundo, criticaram o momento da transmissão, três dias antes da decisão da FIFA de sediar a Copa do Mundo de 2018, alegando que ela poderia prejudicar a candidatura da Inglaterra; os eleitores incluídos funcionários acusados pelo programa.
Em maio de 2010, após dois funcionários da FIFA pagarem cinco milhões e meio de francos suíços em reparações, a Procuradoria de Zug, na Suíça, arquivou um processo por peculato e por falsidade ideológica contra ambos e contra a Federação Internacional de Futebol. Na época, 5 jornalistas solicitaram vistas aos documentos do processo, mas os dois funcionários da FIFA entraram na justiça, numa tentativa de impedi-los. A disputa judicial pelo sigilo dos documentos foi levada até a última instância do judiciário suíço, que acabou decidindo a favor dos jornalistas. Os documentos, que vieram à tona em 11 de julho de 2012, mostram que os funcionários usaram a FIFA em benefício próprio por muitos anos, revelando ainda detalhes sobre os subornos que a empresa de marketing da FIFA, a ISL, recebeu e pagou a diversos funcionários ao redor do mundo, entre eles os brasileiros Ricardo Teixeira e João Havelange. Os documentos detalham diversas transferências de propinas para as contas dos envolvidos. Em algumas delas, o volume transferido é de 1 milhão de dólares.
Em maio de 2015, quatorze pessoas foram presas, incluindo nove dirigentes da FIFA, após serem acusados por corrupção, entres eles, José Maria Marin.

## Nota
a. ^ Para verificar as regras actuais, veja aqui